# Ernest Guibourd de Luzinais
Ernest Guibourd de Luzinais, né le 8 juillet 1834 à Angrie (Maine-et-Loire) et mort le 24 décembre 1899 à Nantes, est un juriste et un homme politique français, sénateur de la Loire-Inférieure de 1886 à sa mort, maire de Nantes de 1888 à 1892.

## Biographie

### Famille
La famille Guibourd de Luzinais est une famille d'ancienne bourgeoisie originaire de Bretagne. Elle est connue en pays nantais où elle possédait le fief de Luzinais dont elle a conservé le nom. Charles Guibourd (1670-1720) était avocat en parlement, sénéchal de la ville et baronnie de Candé, Maine-et-Loire.
Ernest Guibourd de Luzinais est le fils de François-Julien Guibourd de Luzinais, juge de paix à Angers, et de Marie-Louise Baudriller de La Cottière.

### Carrière

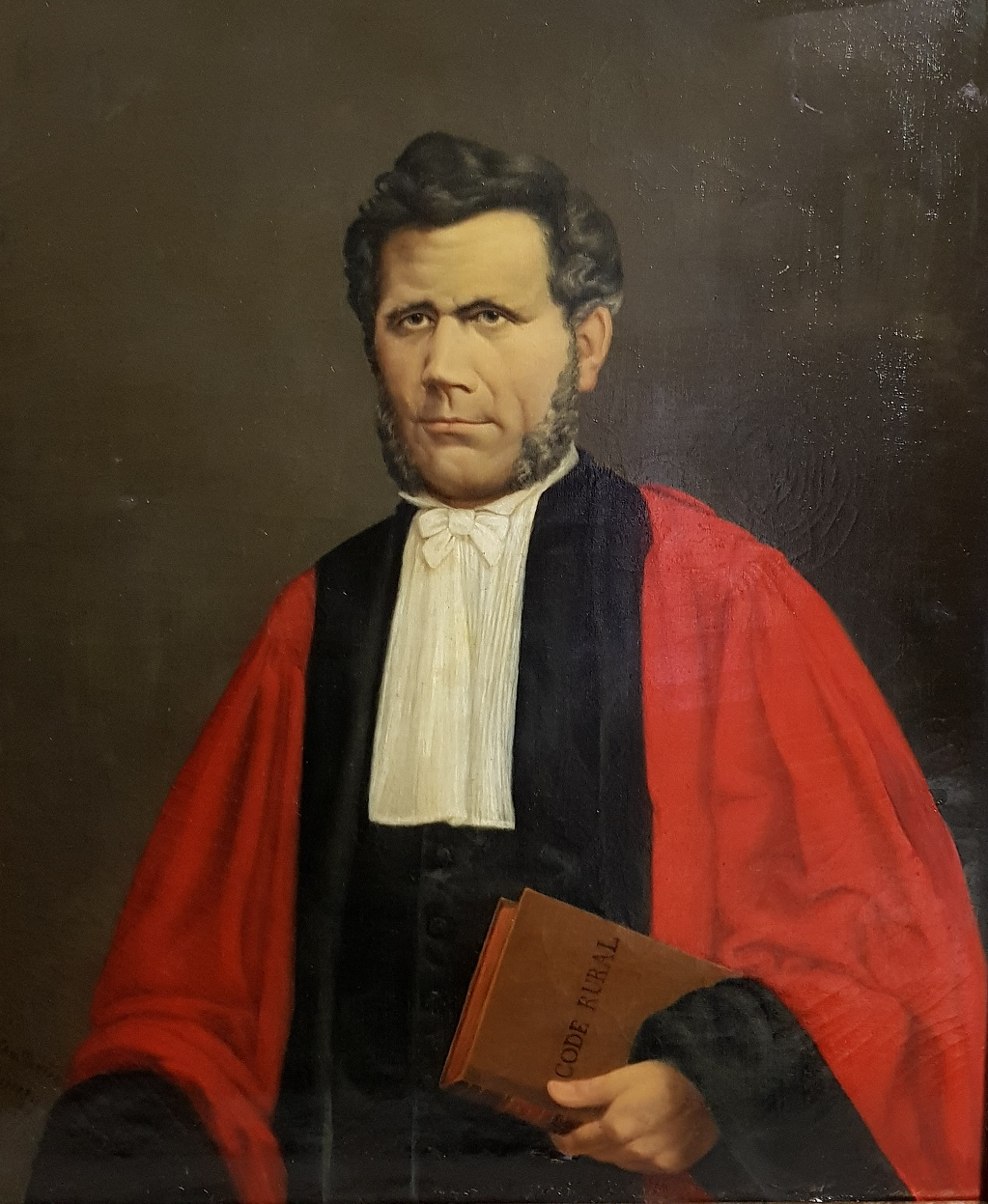
Portrait d'Ernest Guibourd de Luzinais, vers 1870.

Il fait des études de droit, obtenant un doctorat, et devient secrétaire de la Conférence des avocats du barreau de Paris (1857-1858). 
Il se présente aux Élections législatives de 1863 dans la Mayenne où il échoue.
Il entre dans la magistrature ; chef de cabinet du Garde des Sceaux depuis le 24 mai 1873, il est nommé président du tribunal civil de Nantes le 30 avril 1878. Il est admis à la retraite à la suite de la loi du 30 août 1883 sur la réforme de l'organisation judiciaire.
Le 18 septembre 1863, il épouse Marie-Adèle Mosneron Dupin, d'une famille d'armateurs nantais. Ils seront les beaux-parents de Donatien de Sesmaisons (fils du général Rogatien de Sesmaisons), d'où Olivier de Sesmaisons)
Il est élu conseiller général du canton de  Pouancé (Maine-et-Loire) en 1871 et constamment réélu ensuite.
Il est élu sénateur de la Loire-Inférieure en août 1886 à la suite du décès d'Alexandre de Lavrignais. Il l'emporte comme candidat conservateur sur Georges-Évariste Colombel. Il est réélu en 1888 et en 1897. Il vote généralement comme les monarchistes encore assez présents au Sénat.
Il est élu conseiller municipal de Nantes en 1884, puis, à la suite de la victoire des conservateurs, maire en 1888 avec 23 voix (les républicains refusant de participer au vote). Il est de nouveau dans le conseil municipal en 1892, mais la mairie est reprise par les républicains avec Alfred Riom.
Il a participé à la fondation de la Société des sciences naturelles de l'Ouest de la France.